# أندي شيبارد
أندي شيبارد هو كاتب أغاني كندي، ولد في 1972 في سيمكو ‏ في كندا.